# Idaea suffusaria
Idaea suffusaria là một loài bướm đêm trong họ Geometridae.